# Op weg naar het geluk
Op weg naar het geluk is het debuutalbum van de Nederlandse levensliedzanger Frans Bauer uit 1993. Nadat Bauer begin 1992 in het programma All you need is love zijn televisiedebuut had gemaakt, kwamen de plannen voor een volledig album in een stroomversnelling. Bauer had al eerder in eigen beheer enkele vinylsingles uitgebracht via het platenlabel van Riny Schreijenberg, maar voor dit project namen hij en tekstschrijver Emile Hartkamp hem onder hun hoede door het album te produceren.
Van het album zijn twee singles afkomstig. De titelsong, "Op weg naar het geluk", werd begin 1992 (ongeveer gelijktijdig met het tv-optreden in All you need...) al op de laatste vinylsingle van Bauer uitgebracht, samen met de B-kant "Darling, oui je t'aime", een lied dat niet op het debuutalbum verscheen. Toen Bauers album verscheen, kwam ook zijn eerste cd-single uit en de enige van dit album, "Eens komt er 'n dag". Geen van de singles kwam in de hitlijsten terecht. Het album zelf aanvankelijk ook niet, maar pas nadat Bauer in 1994 was doorgebroken met de hit "Als sterren aan de hemel staan", die samen met het titelloze album waar de single opstond wel hoog in de hitlijsten terechtkwam, behaalde Op weg naar het geluk uiteindelijk als hoogste positie nummer 66 in de Album Top 100.

## Tracklist
1. Als een meeuw in de wind
2. Ik kan geen tranen van je zien
3. Diana
4. Bella Napoli
5. Zolang je dromen kan
6. Kom ga je met me mee
7. Hopeloos verloren
8. Op rode rozen
9. Vanavond
10. Eens komt er 'n dag
11. Het gevoel van samen zijn
12. Lekker swingen op de reggae
13. Op weg naar het geluk
14. Bedankt